# Messidor (film)
Pour les articles homonymes, voir Messidor (homonymie).
Pour plus de détails, voir Fiche technique et Distribution.
Messidor est un long métrage suisse réalisé par Alain Tanner, sorti en 1979. Auparavant Maurice Pialat avait lancé le projet avec un scénario jamais tourné sous le titre Meurtrières, qui est issu d'une enquête judiciaire et policière à partir d'un fait divers de 1972. Deux adolescentes ont tué, près de Chalon-sur-Saône, l'automobiliste qui les avait prises en stop,. En 2006, Meurtrières réalisé par Patrick Grandperret s'inspire également du scénario de Maurice Pialat.

## Synopsis
Deux jeunes femmes suisses dans la vingtaine, de milieux très différents (l'une est étudiante en histoire et l'autre, commis) se rencontrent pendant qu'elles font de l'auto-stop. Elles voyagent dans la campagne suisse, cherchant une pause de leurs vies et leurs relations insatisfaisantes. Lorsque l'argent qu'elles dépensent en restaurants et hôtels est épuisé, elles couchent dans des étables et quémandent. Elles gardent un pistolet trouvé dans une auto, ce qui fait d'elles des voleuses. Elles constatent enfin qu'il n'y a pas de voie de retour vers leur ancien monde. Le titre vient du nom que l'une des actrices prétend avoir quand on lui pose la question dans le film

## Fiche technique
- Réalisation et scénario : Alain Tanner
- Photo : Renato Berta
- Montage : Brigitte Sousselier
- Musique : Arié Dzierlatka
- Producteur : Yves Gasser
- Sociétés de production : Action Films, Citel Films et Radio Télévision Suisse Romande
- Distribution : Gaumont
- Pays d’origine : Suisse, France
- Langue : Français
- Tournage : à Zurich
- Format : Couleurs - 35 mm
- Nominations : Festival international du film de Berlin (Ours d'or)
- Genre : Drame
- Durée : 123 minutes
- Date de sortie : 1979

## Distribution
- Clémentine Amouroux : Jeanne Salève
- Catherine Rétoré : Marie Corrençon
- Franziskus Abgottspon
- Gerald Battiaz